# 河在淑
河在淑（韓語：하재숙，1979年1月7日—），韓國女演員。

## 影視作品

### 電視劇
- 2006年：SBS《戀愛時代》飾演 羅有莉
- 2006年：MBC《有多愛》飾演 智淑
- 2007年：MBC《別巡檢》飾演 能琴
- 2008年：KBS《太陽的女子》飾演 朴勇子
- 2008年：KBS《松藥局的兒子們》飾演 趙美蘭
- 2010年：MBC《Pasta》飾演 李喜珠
- 2011年：KBS《相信愛》飾演 金哲淑
- 2011年：SBS《守護老闆》飾演 李明藍
- 2011年：MBC《光與影》飾演 李京淑
- 2012年：tvN《黃色福壽草》飾演 金英順
- 2012年：JTBC《無子無懮》飾演 善花
- 2013年：SBS《結婚三次的女人》飾演 占卜師
- 2013年：SBS《好好長大的女兒荷娜》飾演 張荷明
- 2014年：KBS《Drama Special－違停》
- 2014年：SBS《美女的誕生》飾演 沙金蘭（整容前）
- 2015年：SBS《我的心一閃一閃》飾演 千銀菲
- 2016年：KBS《Beautiful Mind》飾演 張文慶
- 2016年：KBS《通往機場的路》飾演 李賢珠
- 2017年：SBS《Bravo My Life》飾演 李英熙
- 2018年：SBS《能先接吻嗎？》特別出演
- 2019年：SBS《絕對達令》飾演 呂熊
- 2019年：KBS《Perfume》飾演 閔在熙
- 2021年：KBS《Okay！光姐妹》饰演 申玛利亚

### 電影
- 2011年：《家》饰演 熙珠（声音出演）
- 2012年：《GO小姐》饰演 英沈
- 2014年：《計劃男》饰演 无气力女子
- 2016年：《國家代表2》饰演 高英子
- 2019年：《妓院公子（朝鲜语：기방도령）》飾演 中年靄順

## 綜藝節目
- 2015年：SBS《握拳少林寺》女子篇 [3]
- 2017年：E channel《交換人生實境節目－將我送給你》

## 外部連結
- 河在淑的Instagram帳戶
- 河在淑在NAVER上的资料
- 河在淑在Daum上的资料